# Ilha Jacquemart
A ilha Jacquemart é uma pequena ilha rochosa e desabitada que pertence ao arquipélago das ilhas Campbell. Situada em 52°37′S, 169°7'30"E é geralmente considerada como a ilha mais austral da Nova Zelândia, mas de facto tal é o caso de um ilhéu sem nome 50 m a sul da ilha Jacquemart.
A ilha tem o nome do capitão Jacquemart que dirigiu uma expedição científica francesa às ilhas Campbell para observar o trânsito de Vénus. A missão durou vários meses, estudando as ilhas e deixando mapas e toponímia insular.
A ilha Jacquemart pertence indiscutivelmente à Nova Zelândia, que reclama por via disto um território na Antártida que se estende até ao Polo Sul. Tal como outras reivindicações territoriais na Antártida, a jurisdição sobre a dependência de Ross não é internacionalmente reconhecida.